# Armaš
Armaš (conosciuto anche come Armash, in armeno Արմաշ?, in passato Yayji) è un comune dell'Armenia di 2 657 abitanti (2008) della provincia di Ararat.